# Münze

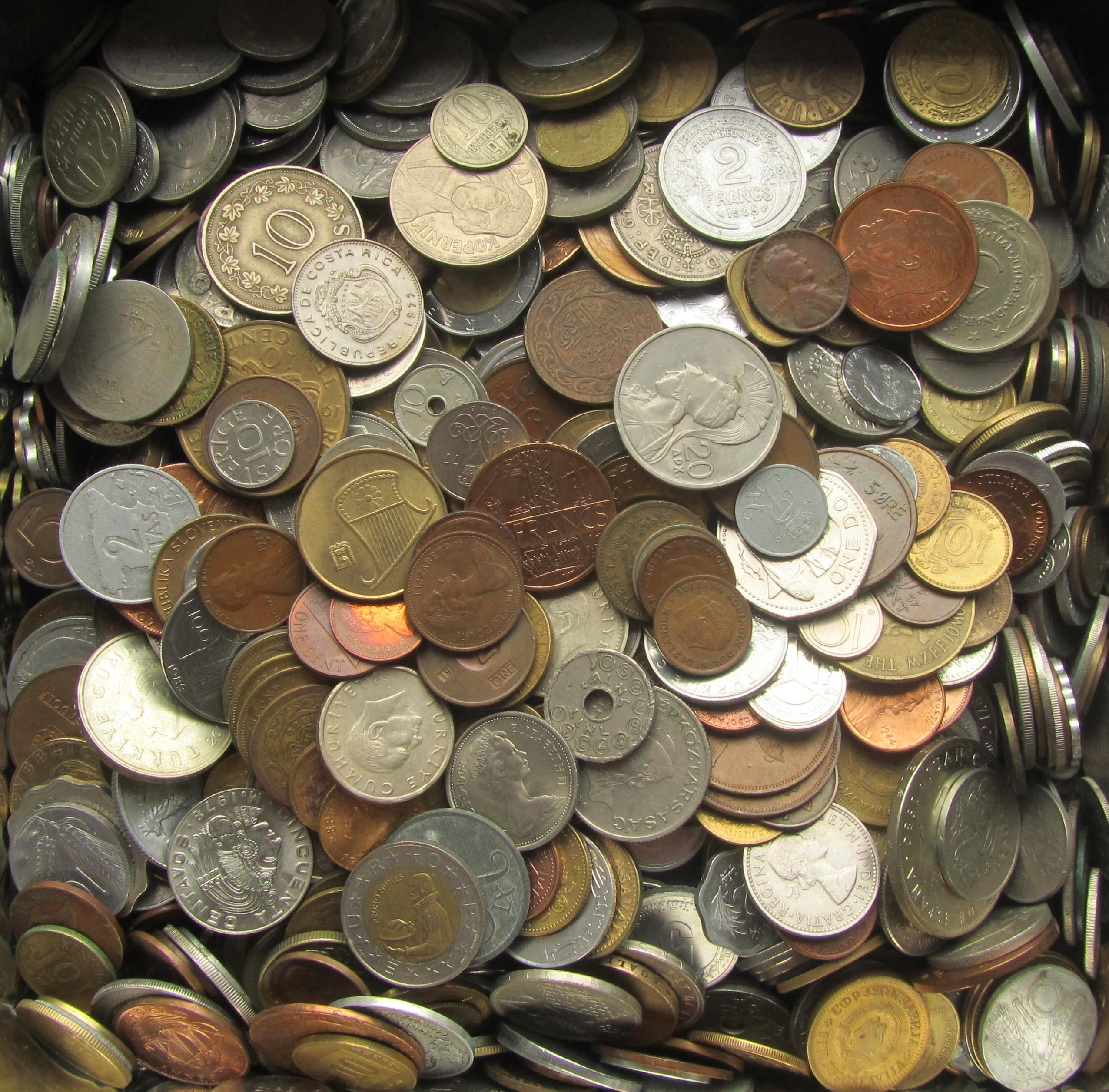
Eine Vielzahl von Münzen

Eine Münze ist in der Numismatik ein meist rundes und relativ zum Durchmesser dünnes, geprägtes oder früher auch gegossenes, in neuerer Zeit meist vom Staat ausgegebenes gesetzliches Zahlungsmittel und damit neben der Banknote eine Art des Bargeldes. Im übertragenen Sinn steht die Bezeichnung „Münze“ auch für eine Münzstätte.

## Allgemeines
Das Wort Münze ist ein Lehnwort aus dem Lateinischen (lateinisch moneta), das um 790 im Althochdeutschen als „muniza“ und 830 als „muniz“ auftauchte.
Münzen bestehen fast immer aus einer Metall-Legierung. Eckige Münzen heißen in der Numismatik Klippen und noch ungeprägte Münzrohling Ronde, Platte bzw. früher Schrötling. Münzen werden heute überwiegend durch Münzprägung hergestellt. Eine Münze ist oder war gesetzliches Zahlungsmittel und als solches vom Staat oder staatlichen Stellen ausgegeben. Fehlt es an einer dieser beiden Voraussetzungen, liegt keine Münze vor.
Nach ihrer Funktion lassen sich Münzen in Kursmünzen (für den alltäglichen Zahlungsverkehr), Gedenkmünzen (als Sammelobjekte zur Erinnerung an ein Ereignis) und Anlagemünzen (als Geldanlage) unterscheiden. Gedenkmünzen und Anlagemünzen gehören streng genommen zu den Medaillen, die nicht dem Zahlungsverkehr dienen. Davon abzugrenzen sind Marken oder Zeichen, die als münzähnliche Prägungen verschiedenste Zwecke erfüllen, zum Beispiel als Wertmarke, Spielmarke, Lebensmittelmarke, Garderobenmarke oder Token. Im Hinblick auf das Verhältnis zwischen Metallwert und Nennwert unterscheidet man zudem zwischen Kurantmünzen und Scheidemünzen.

## Geschichte des Münzgeldes
Geld in Form von Münzen war lange Zeit das einzige Bargeld – bis im 11. Jahrhundert das erste Papiergeld aufkam. Somit kam es nach und nach zu einer Koexistenz von Münzen und Banknoten, was bis heute der Fall ist.

### Anfänge in Kleinasien, Griechenland und China
Die ersten Funde von vermutlichem Metallgeld stammen aus dem Mittelmeerraum und datieren um die Zeit 2000 v. Chr. Es handelt sich dabei um Haustierminiaturen aus Bronze.

#### Lydien
Die ersten Münzen wurden im Reich der Lyder zwischen 650 und 600 v. Chr. als Zahlungsmittel herausgegeben (siehe auch: Alyattes II. und Krösus). Dabei handelte es sich um unförmige Brocken aus Elektron, einer natürlich vorkommenden Gold-Silber-Legierung, zuerst bildlos. Bildliche Darstellungen auf Münzen kamen um 600 v. Chr. auf. Danach folgten Goldmünzen in verschiedenen Größen und Werten.

#### Griechenland

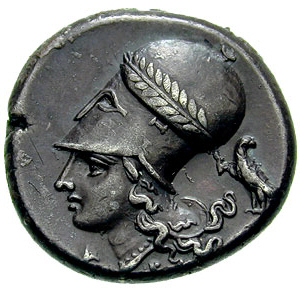
Stater aus Korinth (Kopf der Athene, 4. Jahrhundert v. Chr.)

Die ersten Silbermünzen wurden um 550 v. Chr. in Kleinasien und auf der griechischen Insel Ägina geprägt. Bis etwa 400 v. Chr. setzte sich die Münze in ganz Griechenland gegenüber dem Tauschhandel durch. Allerdings gab es kein einheitliches Münzsystem, sondern mehrere Regionen, in denen jeweils eine Münzfamilie dominierte. Langsam baute aber der 17 Gramm schwere attische Tetradrachmon mit seinen Teilstücken (z. B. Hemidrachmon, Obolos, lateinisch: Obolus, Hemiobolos, Tetartemorion) und selten auch größeren Einheiten (Dekadrachmon = 10 Drachmen) eine dominierende Stellung auf.
Ab der zweiten Hälfte des 5. Jahrhunderts vor Christus wurden die ersten Bronzemünzen geprägt. Sie waren zugleich die ersten Scheidemünzen, d. h. bei ihnen war der Nominalwert höher als der Metallwert.
Die Darstellung von Herrschern auf Münzen setzte sich im griechischen Raum und in den Diadochenreichen erst nach Alexander dem Großen durch. Silber blieb der bestimmende Rohstoff.

#### China
Im antiken China war Kaurigeld das erste bekannte Zahlungsmittel. Während der Shang-Dynastie kam der Gebrauch von einfachen Bronzestücken auf und unter der späten Zhou-Dynastie lässt sich (um 500 v. Chr.) erstmals die Verwendung von messer- und spatenförmigen Münzen nachweisen. Der Erste Kaiser Qin Shi Huangdi vereinheitlichte im Zuge der Reichseinigung 221 v. Chr. das Geld zu Gunsten einer gemeinsamen Kupferwährung aus runden Lochmünzen (Käsch), einer Form, die dann mehr als 2000 Jahre lang beibehalten wurde.

### Römische Münzen

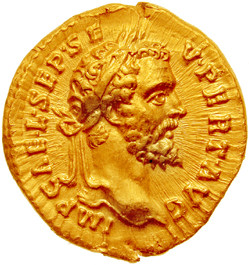
Römischer Aureus des Septimius Severus (193–211)

Die ersten runden Münzen der römischen Republik stammen aus dem 3. Jahrhundert vor Christus und wurden aus Kupfer oder Bronze geschlagen, die großen, ein Pfund schweren Kupferstücke, das As (Aes grave), war jedoch gegossen. Zuerst wurde mit dem Bronze-Gussregulus, dem Aes rude, und danach mit genormten Bronzegussbarren, dem Aes signatum, bezahlt. Auf diesem Barrengeld waren Motive wie Stiere, Schweine, Hühner aber auch Schilde, Heroldstab, Anker, Dreizack, Waffen oder liturgische Gegenstände (Opferschale) mit Ornamenten meist beidseitig abgebildet. Nachdem die Bronzebarren ihre Gültigkeit verloren hatten, trugen viele frühe römische As- und As-Teil-Münzen, die dem Barrengeld folgten, als Motiv auf der Rückseite meist einen Schiffsrumpf (Prora), was an die Eroberung der Flotte von Antium erinnern sollte, und auf der Vorderseite verschiedene Götterbilder, wie z. B. Vulkanus, dem Gott der Schmiedekunst. Die erste römische Silbermünze (Quadrigatus), im griechischen Drachmenstil, wurde gegen 269 v. Chr. geschlagen. Die Silberprägung im großen Stil setzte in Rom aber um 211 v. Chr. mit dem Denar ein. Julius Caesar war der erste Lebende, der auf einer römischen Münze im vollen Kopfprofil „als Gott“ abgebildet wurde (44 v. Chr.).
In der Kaiserzeit wurden Münzen aus Gold (Aureus), Silber (Denar), Messing (Sesterz und Dupondius) sowie Kupfer (As) geschlagen. In der Zeit der Soldatenkaiser setzte sich langsam der silberne Antoninian gegen den Denar durch. Unter Kaiser Diokletian wurden neue Münznominale eingefügt, wie beispielsweise der Argenteus, und die Münzen Nummus und Follis. Insgesamt verfiel das römische Münzwesen unter den Kaisern zusehends. Ab Anfang des 4. Jahrhunderts setzte sich das juwelenbesetzte Diadem gegen den ursprünglichen Lorbeerkranz auf den Vorderseiten der Münzen durch. Die Gesichter der Kaiser wurden immer schlechter dargestellt, was zeigt, dass das Diadem den Kaisern auf ihren Münzen wichtiger war als eine ordentliche Darstellung. Im Weströmischen Reich schließlich tauchten auf den Münzen immer mehr Rechtschreibfehler auf, da die meisten der Münzpräger nur noch schlecht Latein sprechen und schreiben konnten. Die oströmischen Münzen lösten sich schnell von den reichsrömischen Vorbildern und entwickelten eine eigene Formensprache.
Die germanischen Staaten der Völkerwanderungszeit prägten teilweise Münzen, die sich entweder am west- oder am oströmischen Vorbild orientierten.

### Das Mittelalter
Von Spätantike bis Frühmittelalter ging der Umlauf von Münzen in Europa stark zurück. Der Tauschhandel nahm zu, und größere Geldgeschäfte wurden oft mit ungemünztem Metall beglichen. Die Standardwährung bildeten der byzantinische Solidus und die Siliqua mit den verschiedenen Unterteilungen. Die germanischen Herrscher, die neue Reiche auf dem Boden des Weströmischen Reiches errichteten, erkannten meist die Prägehoheit der byzantinischen Herrscher an und imitierten deren Prägungen. Nur vereinzelt setzten sie ihren eigenen Namen, ihr Monogramm oder gar ihr Bildnis auf die Münzen.
Karl der Große führte um 792 bis 793 eine Münzreform durch, die von der Gold- und Silberwährung hin zur einheitlichen Silberwährung führte (siehe Schilling). Es wurde der Denar oder Pfennig als die nahezu ausschließlich geprägte Münze neu eingeführt. Vorangegangen war die Überlegung, dass Gold fast nur durch den Fernhandel zu beziehen war, während Silber in Europa nördlich der Alpen reichlich vorhanden war. Daher hob Karl die Goldbindung des Geldes auf und führte den Silberdenar als reichsweit geltende verbindliche Währung ein. Als Münzgrundgewicht wurde das Pfund zu 367 g festgelegt, aus dem 240 Pfennige (Denare) geschlagen wurden, was so in Karls Münzordnung festgelegt war. Ein Solidus bzw. Schilling waren 12 Denare; ein Pfund (libra), dessen Gewicht gegenüber dem antiken Maß erhöht wurde, entsprach 20 Solidi. Der angelsächsische König Offa von Mercien übernahm zur gleichen Zeit diese Regelung, die in England bis 1971 in Kraft war. (Siehe auch Sachsenpfennig – Münzfuß.)

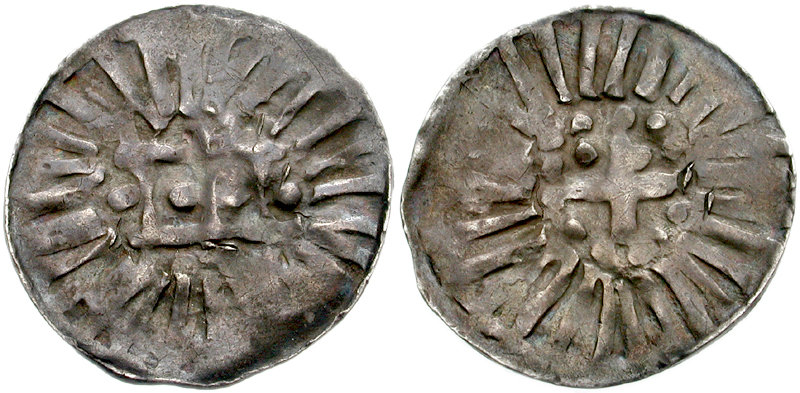
Hochrandpfennig (Sachsenpfennig) 985–1000, nach karolingischem Vorbild. Vorderseite Tempel, Rückseite Kreuz, in den Winkeln je eine Kugel.

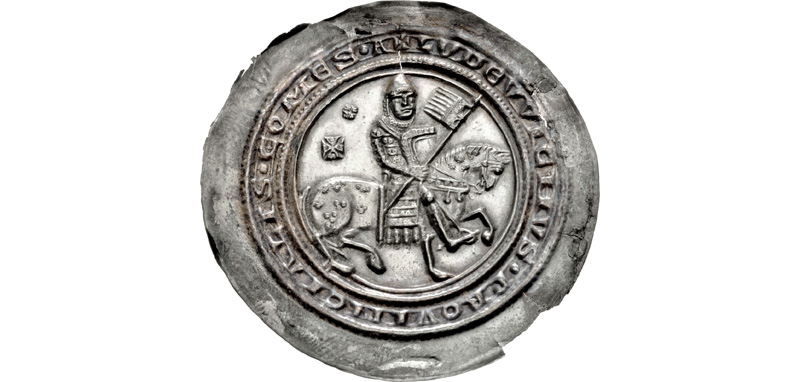
Ludwig III. (1172–1190), Landgraf von Thüringen, Reiterbrakteat um 1180, Münzstätte Gotha oder Eisenach

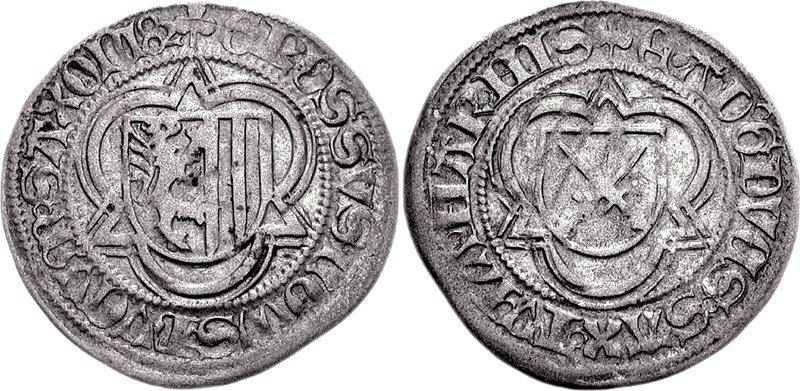
Kurfürst Ernst und Herzog Albrecht, halber Schwertgroschen, Jahreszahl 1482, Mmz. Kleeblatt, geprägt in der Münzstätte Zwickau und in der Münzstätte Schneeberg

Das ursprünglich königliche Münzrecht weitete sich allerdings im Heiligen Römischen Reich zunehmend auf weitere weltliche und geistliche Würdenträger aus, was eine Vielzahl an unterschiedlichen Versionen des Pfennigs („Regionaler Pfennig“) und eine allgemeine Verringerung des Silbergehalts der Münzen zur Folge hatte.
Von der Mitte des 12. Jahrhunderts bis ins 14. Jahrhundert waren die Brakteaten fast im gesamten deutschsprachigen Raum (mit Ausnahme des Rheinlands und des Alpenraumes) die vorherrschende Münzsorte. Diese dünnen, einseitig geprägten silbernen Pfennigmünzen setzten gewissermaßen den Prozess des Gewichtsverlustes der alten Pfennige fort. Brakteaten wurden von Zeit zu Zeit „verrufen“, das heißt für ungültig erklärt und von ihren Besitzern zurückgefordert, um sie gegen eine geringere Menge neuer Münzen umzutauschen. Der Abschlag konnte bis zu 25 % betragen. Dies war eine damals übliche Form der Steuererhebung.
Um stabile Verhältnisse für Handel und Gewerbe zu schaffen, waren hauptsächlich die Handelsstädte daran interessiert, die Münzprägung in die eigenen Hände zu nehmen. Mehrere Städte nutzten eine sich bietende Möglichkeit, die Münzstätte zu pachten oder durch Kauf zu erwerben um eigene Münzen, den sogenannten Ewigen Pfennige zu prägen, die nicht der jährlichen Münzverrufung unterlagen. (Siehe auch: Sächsische Münzgeschichte#Brakteatenzeit und die Dynastenprägungen, zum Beispiel die doninschen Brakteaten.)
Goldmünzen wurden im Hochmittelalter nur selten geschlagen. Erst im 13. Jahrhundert setzten verstärkte Goldprägungen ein. Diese Entwicklung ging von den italienischen Handelsstädten aus. In Frankreich und England waren Goldmünzen weiter verbreitet und die einzelnen Stücke deutlich größer als im Reich. Als weitere Entwicklung des 13. Jahrhunderts kam in Deutschland der Groschen als größere Silbermünze auf. Die Münzbilder des Groschens zeigten erstmals verstärkt auch Fürsten des jeweiligen Territoriums.
Die als der Münzprägung zugrunde liegende Gewichtseinheit Kölner Mark (lateinisch magna marca) wird 1166 erstmals erwähnt. Die um 1170 in der Stadt eingeführte Münze wog 233,8123 Gramm, verbreitete sich über das Rheinland schnell in anderen Regionen des Reichs und wurde 1524 zum allgemeinen deutschen Reichsmünzgewicht erhoben.
Im deutschen Münzrecht war das Jahr 1356 ein entscheidendes Datum. Das Münzregal und damit das uneingeschränkte Münzrecht wurde für alle Kurfürsten des Heiligen Römischen Reiches in der Goldenen Bulle von Karl IV. festgeschrieben. Die Kurfürsten leiteten daraus das Recht zum Prägen von Goldmünzen ab.
Das Privileg, Goldgulden zu prägen, war 1340 erstmals der reichsfreien Stadt Lübeck zugestanden worden. Den Fürstbischöfen der Kurtrier und der Kurköln wurde dieses Privileg 1346 von Karl IV. bei dessen Krönung zum römisch-deutschen König verliehen. Sie gründeten 1372 einen Münzverein und ließen den Goldgulden und als gemeinsame Silbermünze den Weißpfennig mit festgelegtem Feingehalt prägen. 1385/86 gründeten die rheinischen Fürstbischöfe und die Kurfürsten von Kurmainz und der Kurpfalz den ersten Rheinischen Münzverein, dem weitere folgten. Der Rheinische Münzverein ließ den rheinischen Gulden in Gold prägen. Dieser war die Grundlage für viele regionale Währungen im gesamten Heiligen Römischen Reich und auf finanzieller Ebene das „einigende Band“ des Reiches.

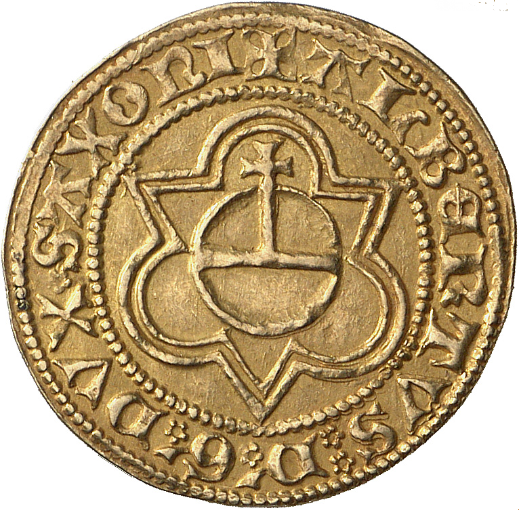
Goldgulden der Groschenzeit Sachsens, Münzstätte Leipzig

Kurfürst Friedrich II. der Sanftmütige von Sachsen ließ zum ersten Mal in der sächsischen Münzgeschichte Kursächsische Goldgulden schlagen. Sie wurden zunächst von 1454 bis 1461 im Wert eines neuen rheinischen Guldens geprägt. Nach längerer Pause begann Herzog Albrecht der Beherzte im Jahr 1488 unter seinem alleinigen Namen wieder Goldgulden in Leipzig in größerer Stückzahl zu prägen. Die Münzbilder wurden in Varianten bei sämtlichen Goldgulden der sächsischen Groschenzeit beibehalten. Da sie dem rheinischen Gulden sehr ähnlich sind, ist der kleine sächsische Wappenschild zwischen den Beinen des stehenden Johannes des Täufers ein sicheres Erkennungszeichen. Hauptquelle des Reichtums der sächsischen Fürsten waren jedoch besonders in der zweiten Hälfte des 15. Jahrhunderts die reichen Silbervorkommen im Bergbau in den erzgebirgischen Gruben. Der Grund für die Goldmünzung war hauptsächlich der sich auf Leipzig konzentrierende internationale Handelsverkehr.

### Neuzeit

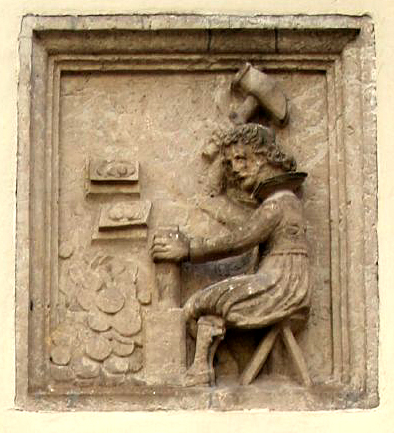
Münzschläger der frühen Neuzeit

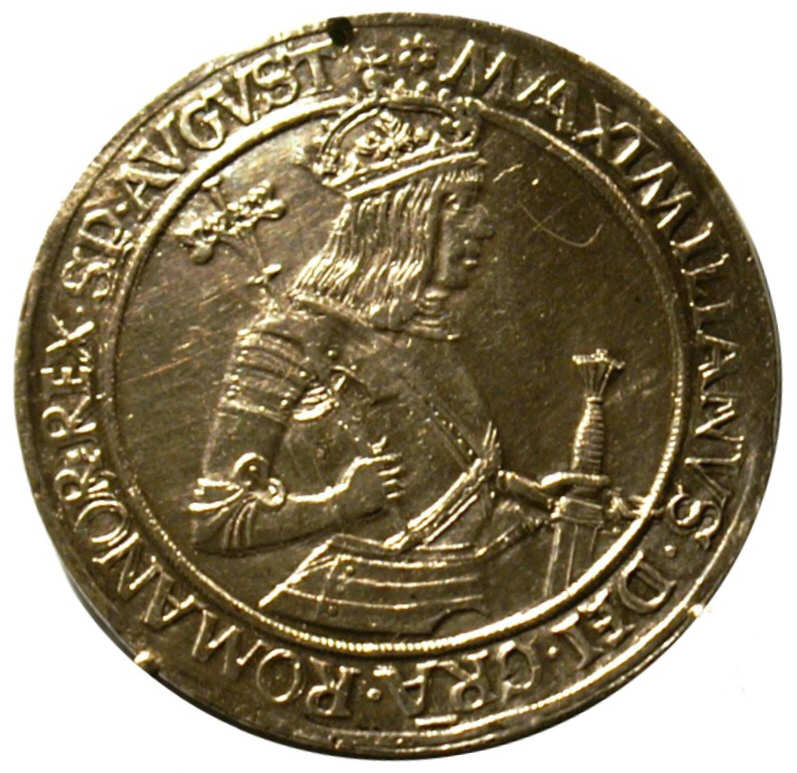
Taler mit dem Porträt des Rex Romanorum Maximilian I. (1486–1519)

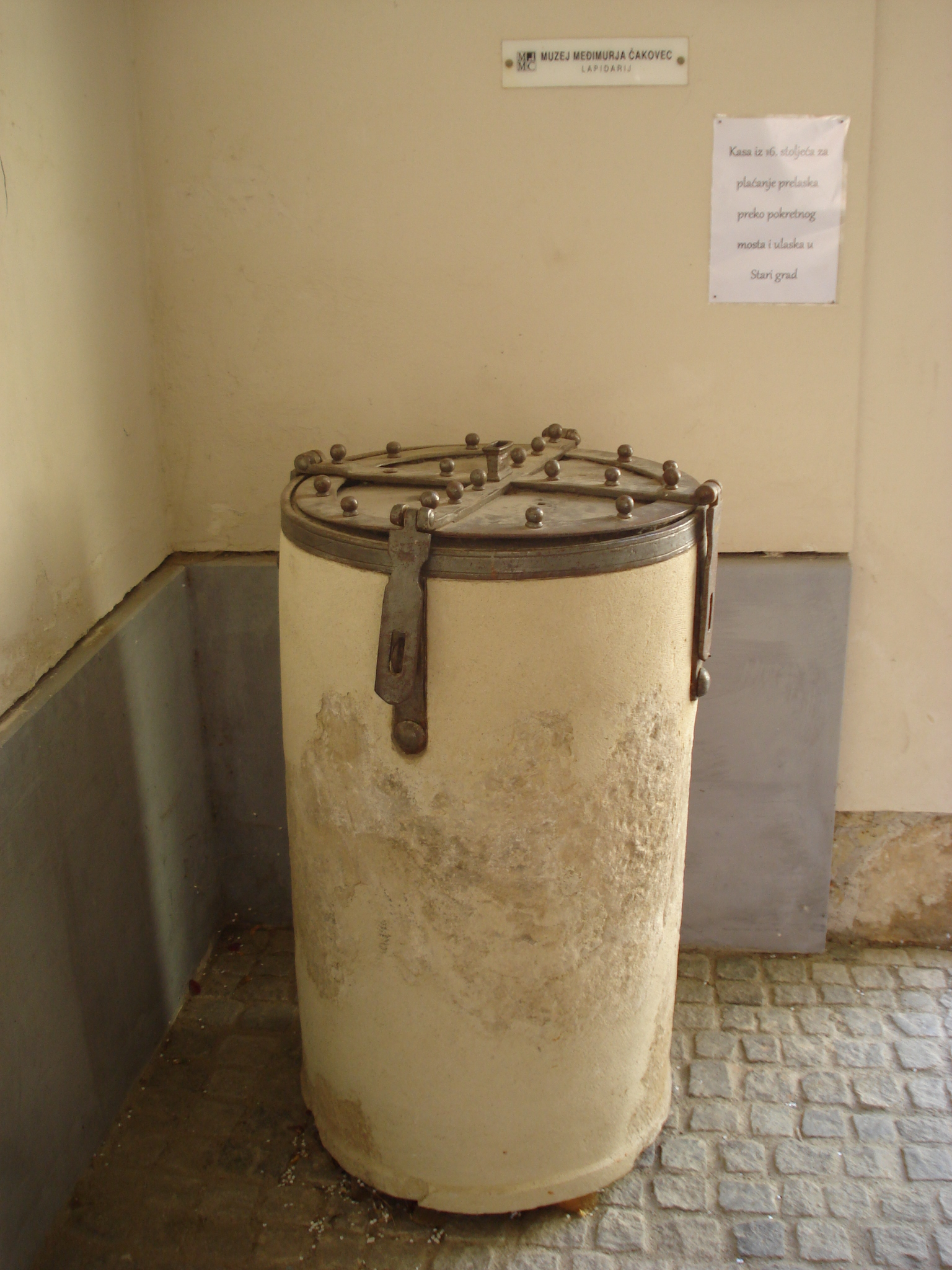
Eingangskasse aus Stein in der Zrinski-Burg (Nordkroatien) für Münzen, mit denen die Untergebenen den Eintritt in die Burg bezahlten.

In der Münzkunde beginnt die Neuzeit mit dem Entstehen des Talers. Erstmals wurde 1486 unter Erzherzog Sigismund (Tirol) eine große Silbermünze geschlagen, der Uncialis oder Guldiner. Die erste in größerer Anzahl geprägte Großsilbermünze war der nach dem Vorbild des Tiroler Guldiners geprägte sächsische silberne Gulden. Diese später als Klappmützentaler bezeichnete Großsilbermünze wurde erstmals im Jahre 1500 in der Münzstätte Annaberg/Frohnau und evtl. in der Münzstätte Wittenberg geschlagen. Der sächsische silberne Gulden (Taler) war Vorbild für den im böhmischen Joachimsthal geprägten Guldengroschen, der bald Taler genannt wurde. Der Taler verbreitete sich in den folgenden Jahrhunderten über die ganze Welt und stellt den ersten Fall einer kompletten Ablösung von allen Vorbildern vorangegangener Münzarten dar. Da sich seine Herstellung schnell über zahlreiche Territorien verbreitete, gaben die jeweiligen Landesherren „ihren“ Talern eine individuelle Gestaltung, die im Verlauf des technischen und künstlerischen Fortschritts eine hohe Qualität erreichte. Gelegentlich wurden auch Mehrfachtaler Dicktaler und Breite Taler geschlagen. Ab dem 17. Jahrhundert kamen als neues Motiv Städteansichten auf.
Ein besonderes Sammelgebiet sind die Vikariatsmünzen. Von 1612 bis 1792 wurden in acht Vikariatsfällen sächsische und kurpfälzische Vikariatsmünzen geprägt. Die Vikariatsmünzen wurden nach dem Tod des Kaisers bis zur Krönung des neuen Kaisers geprägt. (Siehe dazu auch Vikariatsmünzen Johann Georgs II. (Sachsen).) Vom Prinzip her ähneln Vikariatsmünzen den Sedisvakanzmünzen, die in der papstlosen Zeit vom Tod eines Papstes bis zur Wahl eines neuen Papstes geprägt wurden.
Die Vielzahl von Kleinmünzen unterhalb des Talers verlor zunehmend an Feingehalt. Diese Entwicklung erreichte in der Kipper- und Wipperzeit während des Dreißigjährigen Krieges ihren Höhepunkt. Außerdem wurden im 17. Jahrhundert erstmals seit der Spätantike wieder Kupfermünzen als Scheidemünzen geprägt. Für den Umsatz werthaltiger Güter setzten sich die goldenen Dukaten durch. Numismatische Raritäten sind Flussgolddukaten.
Arabische Bezeichnungen für europäische Münzen, die durch den Levantehandel in arabischen Staaten verbreitet waren, sind schmückende Beinamen, die dabei meist das Münzbild betreffen. So wurde der Maria-Theresien-Taler Abu Kush (Vater des Vogels) oder Abu Noukte (Vater der Perlen) genannt, da ein Adler und Perlen auf dem Diadem der Kaiserin zu sehen waren. Siehe → Handelsmünze. Der niederländische Löwentaler wurde Abu Kelb (Vater des Hundes) genannt, das spanische Acht-Reales-Stück mit vierfeldigem Wappenschild Abu Taka (Vater des Fensters).

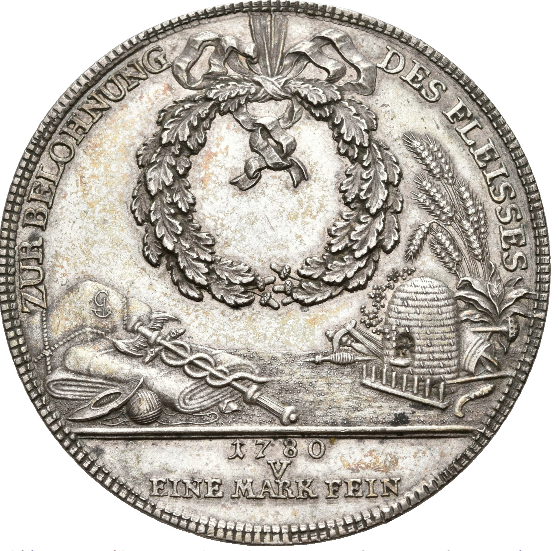
Prämiendoppeltaler von 1780, ZUR BELOHNUNG DES FLEISSES, V / EINE MARK FEIN. Eichenkranz über Allegorien von Industrie, Landwirtschaft und Handel, Münzstätte Dresden

Im 17. und 18. Jahrhundert wurden besonders viele Handelsmünzen ausgeprägt. Der 1695 in Hamburg beschlossene Bankotaler sollte verhindern, dass sich die holländischen Geldwechsler mit der wertgleichen Annahme des höherwertigen Reichstalers bereichern. Insgesamt zeigte sich in der Münzgeschichte bis in die Neuzeit immer wieder der ähnlich ablaufende Prozess des Wertverlustes: Während Geld in Form von Münzen anfänglich aus wertvollem Material bestand (Gold, Silber) und ihr Tauschwert dem Wert dieses Materials entsprach (vollwertige Münzen), wurden später Münzen hergestellt, deren Materialwert unter ihrem Tauschwert lag, indem man die Münzen kleiner und leichter machte, den Feingehalt verminderte oder geringerwertigerer Materialien verwendete (unterwertige Münzen).
Der im Jahr 1787 herausgegebene Fugio-Cent war die erste offizielle Münze der Vereinigten Staaten von Amerika.
Die Prägung von Prämientalern, mit denen verdienstvolle Landeskinder auf wirtschaftlichem oder künstlerischem Gebiet in den deutschen Staaten ausgezeichnet wurden, war eine der Maßnahmen, die zu außergewöhnlichen Leistungen anspornen sollte. Die Auszeichnung mit der Vergabe von Prämientalern war eine von vielen Maßnahmen zur Überwindung ökonomischer und kultureller Nöte eines Landes. Die medaillenartigen Sonderprägungen wurden in der Regel als Konventionstaler geprägt.

## Merkmale von Münzen

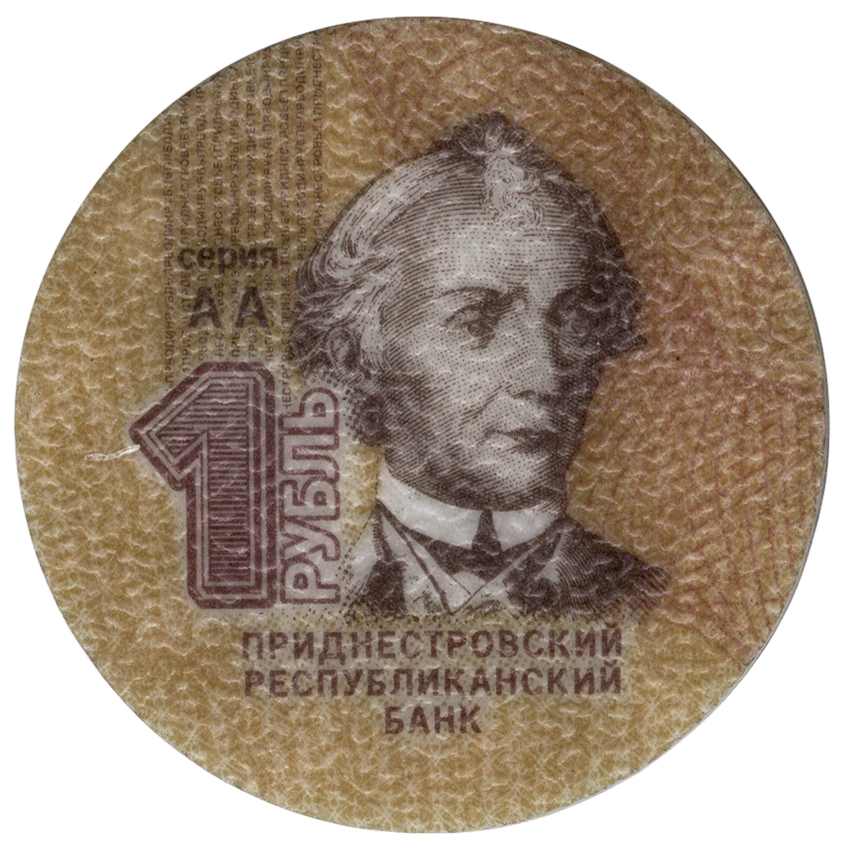
1 Rubel Prednistrowien Avers, Kursmünzen aus Plaste

Münzen sind vom Staat genehmigte Zahlungsmittel. Moderne Münzen tragen üblicherweise drei Aufschriften: das Land (oder die Staatengemeinschaft), den Wert (aus Nominal und Währungseinheit) und das Prägejahr. Doch es gibt auch Ausnahmen: Das Jahr fehlt bei einigen älteren, exotischen, kleinen Einheiten (zum Beispiel bei allen Cash-Münzen aus Travancore, geprägt bis 1949). Ausnahmen gibt es auch unter Talermünzen. Zum Beispiel tragen die sächsischen Schmetterlingsmünzen lediglich das Monogramm des Münzherrn und eine Wertangabe jeweils in Groschen.
Merkmale von Münzen wurden mitunter auch zu manipulativen Zwecken benutzt. Zum Beispiel kann das Prägejahr wegzulassen unter Umständen auch Kalkül gewesen sein. So wurde bei Einführung der Reichsmünzordnung von einigen Münzherrn die Jahreszahl nicht aufgeprägt, um noch eine Zeit lang nach einem leichteren Münzfuß unbemerkt prägen zu können, wie das zum Beispiel die Herrin von Jever bei den Danielstalern praktizierte.
Die Schweizer Rappen (Untereinheit des Schweizer Franken) zeigen nur das Nominal, ohne Angabe der Währungseinheit. Noch drastischer ist es bei den britischen Crowns der Prägejahre 1965–1971. Diese zeigen weder ein Nominal noch die Angabe der Währungseinheit. In allen britischen Münzen mit Elizabeth II. ist das Land nicht, bei ihren Amtsvorgänger(inne)n nur als Teil des Titels des Monarchen angegeben. Die ersten Münzen in Deutschland nach 1945 hatten die Aufschrift bzw. Umschrift „Bank deutscher Länder“. Auch bei Euromünzen gibt es in der Regel keine Landesangabe, sondern nur ein Erkennungszeichen für das Land auf der Rückseite der Münze.
Die Vorderseite (das Avers) der Münze ist in der Regel dort, wo der Kopf oder das Wappen zu sehen ist. Die Rückseite (der Revers) ist hingegen meistens auf der Seite mit der Wertangabe. Dazwischen befindet sich der Münzrand, der geriffelt oder beschriftet sein kann und gewöhnlich ein wenig über die Münzfläche übersteht („Randstab“). Er kann auch eine Randschrift enthalten. Die Umschrift einer Münze wird in der Numismatik als Legende bezeichnet. Es gibt jedoch auch Münzen, die weder eine Vorderseite noch eine Rückseite haben (siehe Schmalkaldischer Bundestaler).
Die Münzmeisterzeichen auf den Münzen erscheinen ab dem späten Mittelalter. Sie wurden größtenteils in der zweiten Hälfte des 19. Jahrhunderts durch das Münzzeichen in Form eines Buchstabens zur Bezeichnung der Münzstätte ersetzt. Mitunter befindet sich auf Münzen zusätzlich noch die Signatur des Münzgraveurs oder nur die Künstlersignatur. Das Münzmeisterzeichen darf demzufolge nicht mit der Münzsignatur verwechselt werden.
Bei der Münzprägung kann es auch zu einer Fehlprägung kommen, zum Beispiel dann, wenn der Münzrohling dezentriert geprägt wird. Die spätere Aufbringung eines Gegenstempel ist dagegen keine Fehlprägung.
Mitunter rätselhaft oder auch nicht selten unentdeckt sind Zwittermünzen. Eine Zwittermünze ist eine Münze mit zwei nicht zusammengehörenden Seiten. Für die Münzprägung wurde der Vorderseitenstempel mit dem Rückseitenstempel einer anderen Münze gekoppelt.
Münzen, insbesondere Kurantmünzen werden in einem festgelegten Münzfuß ausgeprägt. Der Münzfuß legt fest, wie viele Münzen aus einem bestimmten Münzgrundgewicht geprägt werden. Bei einem Taler im 14 Talerfuß wurden 14 Taler aus dem Münzgrundgewicht einer Kölner Mark geprägt.

## Rechtsfragen (Deutschland)
Gemäß § 1 MünzG prägt der Bund Münzen (deutsche Euromünzen) gemäß der Verordnung (EG) Nr. 975/98 des Rates vom 3. Mai 1998 über die Stückelungen und die technischen Merkmale der für den Umlauf bestimmten Euro-Münzen aus. Münzen sind daher ein gesetzliches Zahlungsmittel. Der Rechtsbegriff der Münze ist deshalb zunächst begrenzt auf Münzen als gesetzliches Zahlungsmittel. Der Begriffsinhalt der Münze erfährt jedoch in § 2 Abs. 1 MünzG eine Ausdehnung auf Sammlermünzen, die auf Euro lauten und Gedenkmünzen sind und auf deutsche Euro-Münzen in Sonderausführung (siehe Münze Deutschland).
In § 1 Nr. 2 MedaillenV ist der Rechtsbegriff „Medaillen“ (oder „Münzstücke“) negativ definiert als „Metallgegenstände, die das Aussehen oder die technischen Eigenschaften einer deutschen Euro-Gedenkmünze im Sinne des § 2 Abs. 1 Nr. 1 MünzG haben, keine Münzrohlinge sind und nicht aufgrund des Münzgesetzes, der währungsrechtlichen Vorschriften anderer Staaten oder der von den Europäischen Gemeinschaften erlassenen Rechtsvorschriften ausgeprägt und in den Verkehr gebracht werden“.

### Abgrenzung zu Medaillen
Während die Ausgabe von Münzen ein Vorrecht des Staates ist, dürfen Medaillen auch von privater Seite hergestellt werden. Gepräge, welche nicht als gesetzliches Zahlungsmittel vorgesehen sind, werden häufig den Medaillen zugerechnet. Ein Zwischending stellen die sogenannten Pseudomünzen dar, welche de jure Zahlungsmittel sind, aber von Privatfirmen für den internationalen Sammlermarkt geprägt werden und de facto keine Geldfunktion haben. Umgekehrt existieren auch münzähnliche Gepräge wie Notmünzen und Jetons, welche tatsächlich als Zahlungsmittel verwendet wurden, aber nicht von den dazu berechtigten staatlichen Stellen herausgegeben wurden. Sie wurden aber teilweise vom Staat trotzdem als Ersatz-Geldzeichen toleriert, wie die vielfältigen deutschen und österreichischen Notgeldausgaben in Münz- und Banknotenform nach 1914 bis 1923. Medaillen dürfen heute keine gültigen Währungsbezeichnungen und Nominalwertangaben tragen. Siehe auch ergänzend Anlagemünzen.

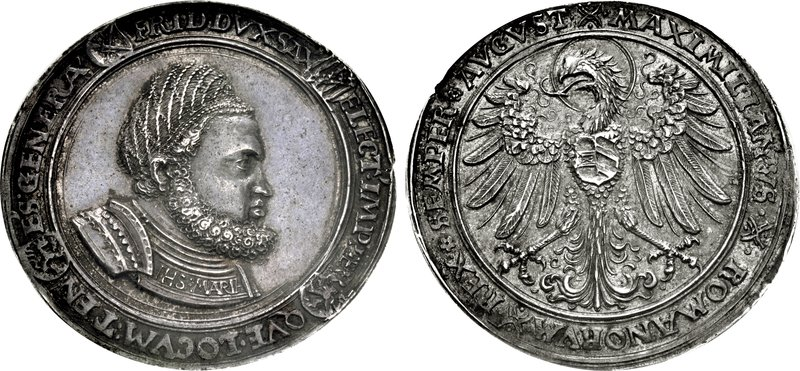
Locumtenenstaler, Schautaler Friedrichs des Weisen o. J., geprägt nach 1507 auf die Statthalterwürde, erste Vikariatsgedenkprägung Sachsens. Der Schautaler könnte eine Medaille sein.

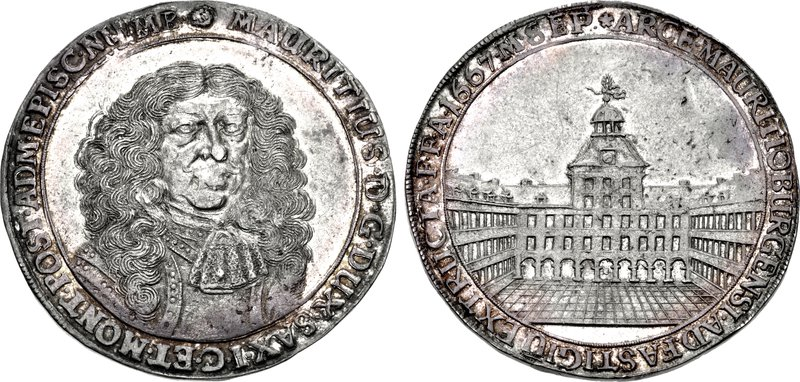
Herzog Moritz, Taler auf den Bau von Schloss Moritzburg in Zeitz von 1667

Ein Grenzfall ist am Beispiel des historisch und künstlerisch bedeutenden Locumtenenstaler (Vikariatsmünze) dokumentiert. Das sind Talermünzen, die auch als Medaillen mit höherem Relief, jedoch ebenfalls im Talergewicht, also im gesetzlichen Münzfuß hergestellt wurden und als Geschenke für Günstlinge dienten. In Katalogen werden daher oft beide Typen als Guldengroschen bezeichnet, obwohl nur die mit niedrigerem Relief tatsächlich Münzen sind. Die Abgrenzung zu Medaillen ist in dieser Zeit (Anfang 16. Jahrhundert) mitunter nur an der Art der Prägung, dem medaillentypischen hohem Relief zu erkennen.
Ein weiterer Grenzfall ist das 1-Billion-Mark-Stück der Provinz Westfalen, eine Münze mit „Medaillencharakter“. Die als Notgeld 1923 geprägte Münze der Landesbank der Provinz Westfalen wurde erst 1924 nach dem Ende der Inflation als Erinnerungsstück an die schwere Zeit ausgegeben.
Auch die Notmünzen mit dem Brustbild von Annette v. Droste-Hülshoff haben „Medaillencharakter“, denn sie waren nie Zahlungsmittel.
Der Gluckhennentaler kommt meist als Medaille vor. Als Goldabschlag im Mehrfachdukatengewicht ist er umlauffähig, also eine Münze.
Die Schautaler Friedrichs des Weisen (1522) sind nach der Münzordnung von 1500 zu leicht. Die als Taler bezeichneten Gepräge könnten folglich Medaille sein.
Der Taler auf den Bau von Schloss Moritzburg in Zeitz könnte eine Medaille sein. Das hohe Relief sowie fehlende andere Münzen von Moritz von Sachsen-Zeitz bestätigen eher Wilhelm Ernst Tentzels Bezeichnung als Medaille. Ob die im Reichstalergewicht geprägten Stücke tatsächlich Münzen sind, ist fraglich. Tentzels Bezeichnung als Medaille kann u. a. wegen des hohen Reliefs und der Seltenheit der Einzelstücke trotz Bezeichnung als Taler zutreffend sein.
Die sogenannten Hoym-Münzen sind Privatausgaben, deren Herstellung ein „Münzvergehen“ war.
Pesttaler können Medaillen im Talergewicht und auch Gedenkmünzen sein. 
Die Bettlertaler sind Münzen, die wegen ihrer Darstellung im Münzfeld Medaillencharakter haben. 
Die Abgrenzung zwischen Münzen und Medaillen kann wie folgt vorgenommen werden:
| Münzen                                                                | Medaillen                                                |
| --------------------------------------------------------------------- | -------------------------------------------------------- |
| gesetzliches Zahlungsmittel                                           | Sammelobjekt                                             |
| mit aufgeprägtem Nennwert, Münznominal                                | ohne Nennwert                                            |
| im staatlichen Auftrag von staatlichen Münzprägeanstalten hergestellt | im Auftrag von Privatunternehmen hergestellt             |
| Metallwert orientiert sich am Nennwert                                | Kurswert oder Sammlerwert orientieren sich am Metallwert |

Gold- und Silbermünzen sowie Gedenk- oder Sammlermünzen sind daher keine Münzen im Rechtssinne, sondern gehören zu den Medaillen. Sammlermünzen, die offiziell in ihren Herkunftsländern als Zahlungsmittel gelten, denen aber objektiv keine praktische Zahlungsmittelfunktion zukommt (etwa Krugerrand in Südafrika, Goldvreneli in der Schweiz, American Gold Eagle in den USA) sind in Deutschland nicht als Geld im Sinne von § 935 Abs. 2 BGB anzusehen.

## Lochung von Münzen
In einigen Ländern wie zum Beispiel Norwegen, Dänemark wurden verschiedene Kleinmünzen in der Mitte ausgestanzt, damit sie von höherwertigen Münzen schneller und besser unterschieden werden können. Die im asiatischen Raum (Japan, China) bekannten Käsch-Münzen wurden dagegen schon in dieser Form gegossen. In zwei anderen Fällen – Australien und Karibische Inseln – wurden aus Silbermünzen die Kerne ausgestanzt und diese wiederum als eigene Münzen in Umlauf gebracht (Holey Dollar).

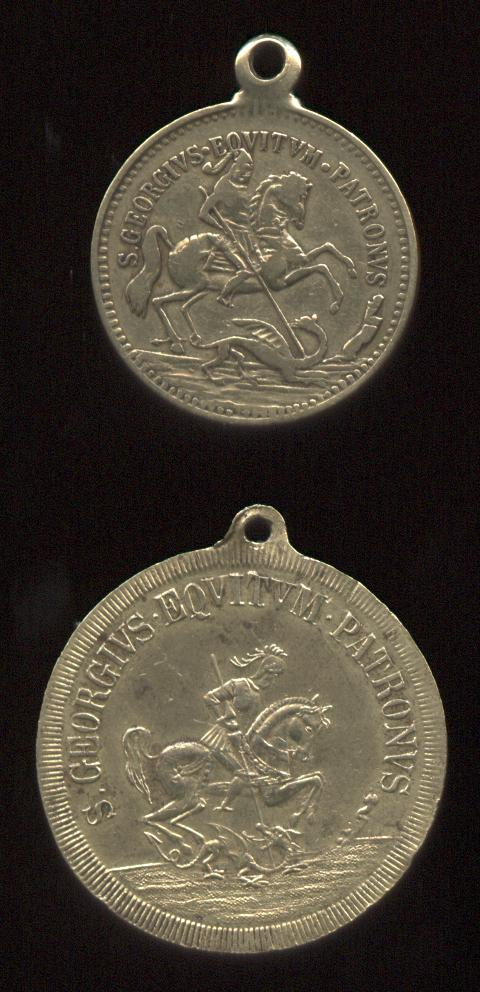
Amulettmünze (hier der Mansfelder Georgstaler)

Für eine (meist nachträgliche) Lochung einer Münze kann es sehr unterschiedliche Gründe geben. Oftmals wurden Lochungen angebracht, damit die Münze (oder Medaille) an einer Kette als Schmuck oder als Amulett (Amulettmünze) getragen werden konnte. Eine nachträgliche Lochung kann auch vorkommen, wenn bestimmte Metalle, besonders Edelmetalle, aus der Münze zur Bereicherung entnommen wurden, wie zum Beispiel bei Kurantmünzen oder Münzen, deren Kurswert den Wert des Metalls unterschreitet. Durch die Lochung wird die Münze für Sammler unattraktiv.
Eine andere Anwendung des Lochens bestand darin, Falschgeld dauerhaft zu entwerten.

## Münzmaterial
In der Antike wurden für die Herstellung von Münzen fast ausschließlich die Metalle und Legierungen Gold, Elektron, Silber, Billon, Kupfer, Bronze, Potin und Messing bzw. Aurichalkum verwendet. Ab dem Mittelalter bis etwa 1850 waren in Deutschland nur noch Gold, Silber und Kupfer und deren Legierungen für die Münzprägung erlaubt. Bronze und besonders Messing waren für Spielmarken und Rechenpfennige auf Grund ihrer Färbung zur Abgrenzung zum Münzgeld gesetzlich vorgeschrieben. Schon ab etwa 1860 kamen vermehrt andere Metalle wie Eisen, Nickel, Zink, Aluminium oder Chromstahl zur Anwendung. Eine besondere, neuere Legierung, die auch ästhetischen Gesichtspunkten genügt, ist das Nordische Gold. Fast immer wurden und werden die reinen Metalle, insbesondere Gold, Silber, Kupfer und Aluminium, aus Gründen der Abriebfestigkeit mit anderen Metallen legiert. Eine besondere Rolle besaß die natürliche Legierung Elektron, eine Gold-Silber-Legierung, bei den ältesten antiken Münzen, da Elektron ursprünglich als ein eigenständiges Reinmetall angesehen wurde. Besonders Kupfer ist wegen seiner antibakteriellen Wirkung und guten Verfügbarkeit ein wichtiger Bestandteil heutiger und früherer Münzlegierungen. Die gängigste Münzlegierung ist heute Kupfernickel, aber auch Bronze- und Messinglegierungen sind nicht selten. Nicht bewährt haben sich reine Metalle, wie Zinn, Zink und zusätzlich aus gesundheitlicher Sicht auch Blei, die daher häufig nur als Notgeld Verwendung fanden. Der relative Anteil des Edelmetalls in der Münzlegierung wurde durch den sogenannten Münzfuß festgelegt – die metallurgische Zusammensetzungen durch chemisch-analytische Nachweisreaktionen bestimmt.

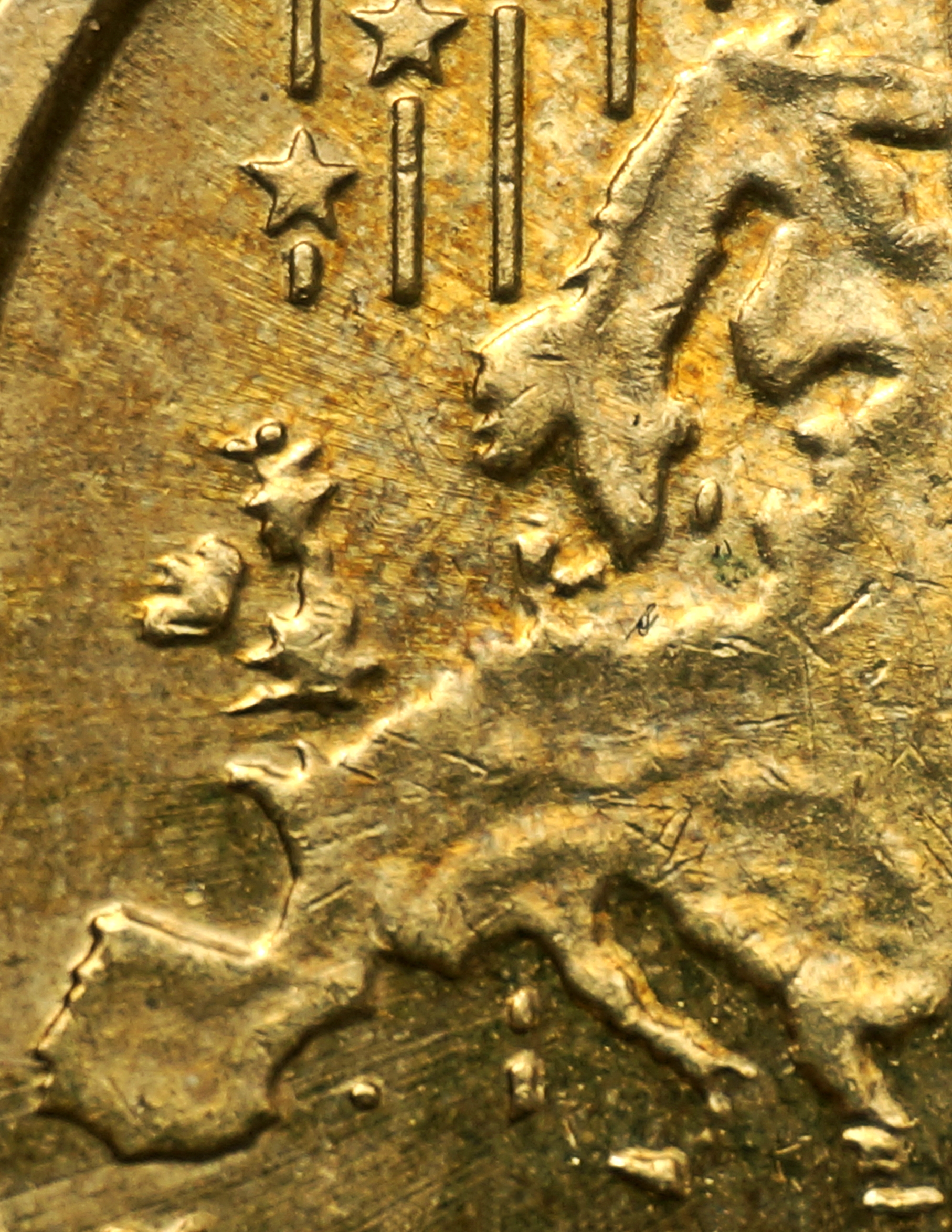
Ausschnitt aus einer 20-Cent-Münze

Seit einigen Jahrzehnten kommen auch plattierte Münzen („Sandwich“) vor, zum Beispiel Kupfernickel als Überzug auf Nickelkern (sog. „Automatenmünzen“ mit definiert magnetischem Kern) oder die 1-Pfennig- (von 1950 bis 2001) und 2-Pfennig-Münzen (1967–2001), die aus kupferplattiertem Eisen bestanden. Auch die Ronden-Kombination von „Ring“ und „Pille“ aus verschiedenfarbigen Legierungen sind jetzt üblich, zum Beispiel bei den 1- und 2-Euro-Münzen.
Münzen, deren Kurswert durch den inneren Wert (Metallwert) bestimmt ist, werden Kurantmünzen genannt. Dies traf früher (im Allgemeinen bis 1914) auf die meisten Edelmetallmünzen zu, deren Edelmetallanteil wesentlich größer als 50 Prozent war. So hatten die 5, 10, und 20-Goldmark-Stücke, die im Zeitraum von 1871 bis 1915 ausgegeben wurde, einen Feingehalt von 900 ‰. Das Gleiche traf für die Silbermünzen dieser Zeit zu. So wog ein 5-Mark-Stück aus Gold 1,991 Gramm, ein solches aus Silber 27,777 Gramm. Der innere Wert beider Münzen war also der Gleiche und entsprach dem Nominalwert.
Als Scheidemünzen bezeichnet man Münzen, deren Nominalwert nicht dem Metallwert entspricht. Diese waren früher häufig aus einer Billon-Legierung oder nur aus Kupfer. Der Materialwert aller heutigen Umlaufmünzen liegt stets unter dem Nominalwert und sie sind somit Scheidemünzen. Dies trifft auf alle heutigen Umlauf- und viele Gedenkmünzen zu, da deren Wert nur durch staatliche Garantien gedeckt ist, womit es sich um sogenanntes Kreditgeld handelt. Siehe als Gegensatz dazu auch Anlagemünzen.

### Münzmetalle
- Gold: Das wichtigste Münzmetall für Münzen mit hohem Nennwert. Es wurde für Umlaufmünzen meist mit Kupfer legiert, um eine bessere Härte zu erzielen. Heute wird es nur noch für Gedenkmünzen, Medaillen und Anlagemünzen verwendet, meist mit sehr hohem Feingehalt. Es dient als Hauptbestandteil der Legierung Elektron.

- Silber: Seit dem 6. Jh. v. Chr. mit Gold eines der ältesten Münz- und Tauschmetalle. Der überwiegende Teil der modernen Gedenkmünzen, Medaillen und Anlagemünzen besteht aus Silber in meist hoher Feinheit. Silber ist werthaltiger Bestandteil der Legierung Billon.

- Kupfer: Neben Gold und Silber früher das dritthäufigste, heute das häufigste Basis-Münzmetall. Kupfer wird wegen seiner hervorragenden Legierungseigenschaften fast ausschließlich zur Prägung von Umlaufmünzen in legierter Form verwendet, z. B. in Bronze, Messing und Neusilber. Kleine deutsche Scheidemünzen wie Pfennige und Heller bestanden bis etwa 1871 häufig aus Reinkupfer. Spätere (Reichs-)Pfennige bestanden aus Kupfer mit geringen Zinn- und Zink-Anteilen zur Kupferhärtung.
- Nickel: Ein hellsilbrig glänzendes, besonders hartes Metall. Nickel gilt als ein wichtiges Legierungsmetall der modernen Münzprägung; wurde jedoch auch früher als reine Nickelmünze verprägt, z. B. 25-Pfennig-Stück von 1912.
- Aluminium: Ein sehr leichtes und weiches Münzmetall, das hellsilbrig glänzt. In reiner Form ist Aluminium wegen seiner schnellen Abnutzung für Umlaufmünzen weniger gut geeignet. Es wird deshalb heute in Legierungen, z. B. mit geringem Kupfer- und Magnesium-Anteil (bis 3 %), gehärtet; auch namensgebender Bestandteil von Aluminium-Bronze-Münzlegierungen.
- Zink: Ein billiges, graues und weiches Metall. Zur Münzherstellung in (Nach-)Kriegs- und Notzeiten genutzt, z. B. 5-Groschen-Stück von Österreich nach 1945, sowie wichtiger Legierungsbestandteil.
- Eisen: Wurde schon im 3. Jh. v. Chr. in China zur Herstellung von Münzen verwendet. Wegen der schnellen Korrosion wurde aber nur in Notzeiten darauf zurückgegriffen. Häufig wurde dann der Korrosionsschutz durch eine Oberflächen-Passivierung, z. B. als Verzinkung, erhöht.
- Zinn: Als Legierungsbestandteil wird Zinn recht häufig benutzt, als helles, weiches und reines Münzmetall dagegen nur selten; es wurde früher rein, z. B. zur Erinnerung an besondere Ereignisse für sogenannte „Teuerungs-, Pest- und Unwettermedaillen“, verwandt.
- Blei: Als reines, bläulich graues Münzmetall ungeeignet, da es zu weich und feuchtigkeitsanfällig ist. Nur in der Antike wurden gelegentlich Münzen aus Blei und im Mittelalter Siegel als Papst-Bulle gefertigt. Münzfälscher griffen des Öfteren auf Blei zurück, um Silbermünzen nachzuahmen. Es wurde auch als Kern von sogenannten Galvanos (speziellen Münzkopien) benutzt, bis vor Kurzem auch noch häufig als Eichsiegel in Form von Plomben, z. B. an Stromzählern.
- Neusilber: Eine silberweiß glänzende Legierung aus 47–64 % Kupfer, 10–25 % Nickel, 15–42 % Zink
- Niob: Das selten vorkommende, grau glänzende Niob wurde 1844 vom Berliner Professor Heinrich Rose entdeckt. Das in jüngerer Zeit erstmals zur Münzproduktion verwendete, hochreine Niob (999) wird in einem äußerst zeitintensiven und teuren Prozess gewonnen. Gerade seine außergewöhnliche Eigenschaft, die Farbe durch eine spezielle Bearbeitung verändern zu können, macht dieses seltene Metall für Numismatiker bzw. Münzsammler besonders attraktiv.
- Platin: Ein hellgraues, silberglänzendes Metall, das nicht sehr hart und daher nur bedingt zur Münzprägung einsetzbar ist. Echte Platinumlaufmünzen wurden nur in Russland Anfang des 19. Jahrhunderts ausgegeben. Es wird heute als Wertträger für Anlagemünzen verwandt.
- Palladium: Ein rares, silbrig-weißglänzendes Münzmetall, das zu der Gruppe der Platinmetalle gehört und zur Herstellung von Anlagemünzen verwandt wird.
- Tombak: Legierung aus 70–90 % Kupfer und 10–30 % Zink. Gebraucht z. B. zur Plattierung der 5- und 10-Pfennig-Stücke der Bundesbank von 1949 bis 2001.

### Andere Materialien

Deutschlands erste 5-Euro-Münze Planet Erde mit Polymerring

- Porzellanmünzen wurden seit Ende des 18. Jahrhunderts bis etwa 1865 in Siam an Stelle von Metallgeld als Spielhöllengeld (Jeton) verwendet. Weiterhin wurde weißes Biskuit- und häufiger braunes Böttgersteinzeugporzellan für Notgeld mit Währungsbezeichnungen nach dem Ersten Weltkrieg gern verwendet, das aber eher für Sammler als für den täglichen Umlauf vorgesehen war.
- Lederstücke wurden gelegentlich als Münzen bzw. als „Notgeld-Wertmarken“ verwendet.
- Runde Pappstücke bzw. heute auch Plastikmaterialien wurden/werden für Notgeldmünzen bzw. für Kinderspielgeld benutzt. Dieses Notgeld wird als „Geldzeichen“ bezeichnet.
- Im international nicht anerkannten Transnistrien wurden 2014 Rubel-Münzen aus Kunststoff in Umlauf gebracht.[21]
- Im 1. Halbjahr 2016 wurde in Deutschland erstmals eine 5-Euro-Gedenkmünze Planet Erde mit blauem, lichtdurchlässigen Polymerring herausgegeben.[22] Diese ist auch die erste offizielle Münze mit einem Polymerring weltweit. In Anknüpfung an Planet Erde erschien eine Serie weiterer 5-Euro-Gedenkmünzen mit Polymerring.

## Münzen sammeln
Münzen werden ähnlich wie Briefmarken, Bierdeckel, Kunstgegenstände oder ähnliche Objekte auch gesammelt. Sie können so neben ihrem Kurswert auch einen Sammlerwert erlangen. Dieser hängt vom Angebot (Auflage der Münze) und Nachfrage ab. Die Nachfrage wird vom Interesse der Sammler, aber auch von Kursschwankungen, Modewellen, aktuellen politischen Ereignissen und ähnlichen Effekten mitbestimmt. Besonders wertvoll sind daher extrem seltene und trotzdem stark nachgefragte Exemplare, so zum Beispiel sehr alte und trotzdem sehr gut erhaltene Münzen. Die derzeit vom Sammlerwert her teuersten Münzen der Welt sind US-amerikanische Münzen: der 1794 Flowing Hair silver dollar, versteigert am 24. Januar 2013 für einen Rekordpreis inkl. Aufgeld von 10.016.875 Dollar (Zuschlag 8.525.000 Dollar), sowie die Brasher Dublone von 1787, versteigert am 21. Januar 2021 für einen Rekordzuschlag von 9.360.000 Dollar.
Die wertvollste antike Münze ist der römische EID MAR Aureus, versteigert am 29. Oktober 2020 in London für einen Zuschlag von 2.700.000 GBP.

## Sonstiges

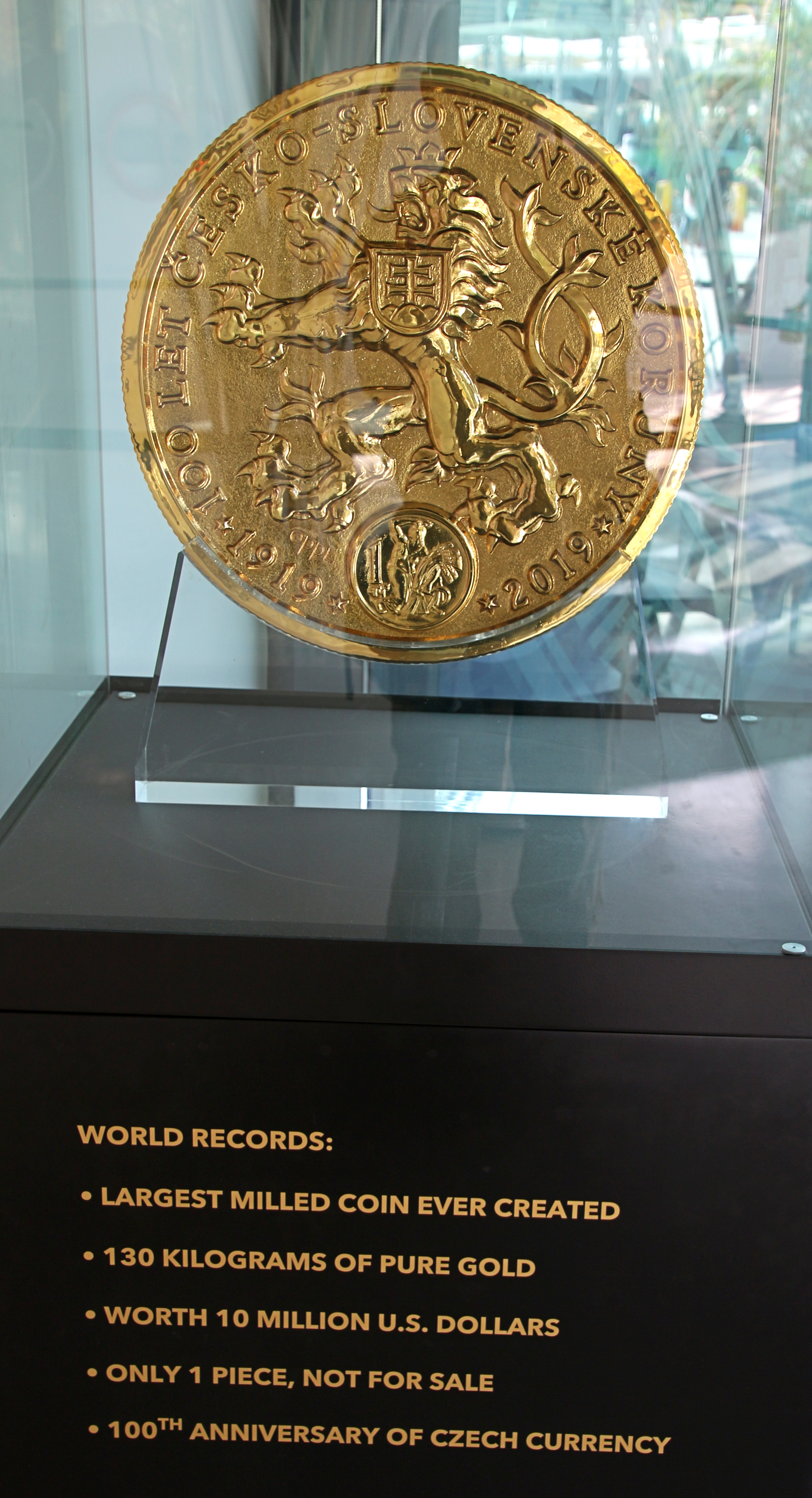
Größte gefräste Münze auf der Weltausstellung Expo2020 in Dubai

Zu den Feierlichkeiten zum 100. Jahrestag der Gründung der tschechischen Krone wurde eine Münze mit einem Durchmesser von 535 Millimetern und einer Dicke von 48 Millimetern, die 130 Kilogramm wiegt und aus reinem Gold besteht, hergestellt. Ihr Nennwert beträgt 100 Millionen tschechische Kronen. Die Münze ist die größte gefräste Münze der Welt, die größte Goldmünze in Europa und die zweitgrößte Goldmünze der Welt.
Die Haut nimmt nach Kontakt mit kupfer- oder eisenhaltigen Münzen einen eigenartig muffigen Geruch an, den Menschen üblicherweise mit „metallisch“ assoziieren. Die Ursache für den charakteristischen Geruch konnte erst im Jahr 2006 geklärt werden. Die Metalle bewirken eine rasch ablaufende chemische Reduktion der lipidbasierten Komponenten auf der Oberfläche der Haut, wobei in Folge Ketone und Aldehyde entstehen. Letztere wiederum sind für den typischen „Metallgeruch“ verantwortlich.